# 張佐治
張佐治（1546年—？），字思謀，福建漳州府平和縣人，明朝政治人物。

## 生平
萬曆元年（1573年）癸酉科順天府鄉試第七名舉人。萬曆二年（1574年）登甲戌科三甲157名進士。授高淳縣知縣，歷任長興縣、陽江縣、高明縣知縣。調任金華府知府、寧波府知府。因抗擊倭寇，二十八年（1600年）八月升任浙江按察司副使兼左参议，分守寧紹台三府兵備，二十九年三月調山東天津兵备副使，三十一年七月官至天津兵备右参政。

## 家族
曾祖父張精潔；祖父張珍植；父張大鎮。母方氏。具庆下。兄张桂、张赞治。弟张佑治、张顺治。